# François Certain de Canrobert
François Marcellin Certain de Canrobert (Saint-Céré, 27 luglio 1809 – Parigi, 28 gennaio 1895) è stato un generale e senatore francese, Maresciallo di Francia dal 1856.

## Biografia
Figlio di Antoine Certain de Canrobert, cavaliere dell'Ordine di San Luigi, nacque a Saint-Céré, nel dipartimento del Lot, dove tuttora si trova la sua casa natale e un monumento ne onora la memoria in place de la République.

### Carriera militare
Frequentò l'École spéciale militaire de Saint-Cyr, e ne uscì col grado di sottotenente di fanteria nel 1828; promosso tenente nel 1833, servì in Algeria dal 1835 al 1839. Fu promosso capitano nel 1837, nello stesso anno ricevette la Legion d'Onore per l'ardimento dimostrato nella seconda spedizione di Costantina, che permise la conquista della città.

### L'Africa del nord e la Legione straniera
Nel 1839 fu impiegato per organizzare un battaglione della Legione straniera per le guerre carliste in Spagna. Nel 1841 servì nuovamente in Africa.
Promosso tenente colonnello nel 1846 e colonnello del 3º Reggimento fanteria nel 1847, comandò la spedizione contro Ahmed Sghir nel 1848, e sconfisse gli Arabi al passo di Djerma. Trasferito agli Zuavi sconfisse i Cabili e nel 1849 diede prova di energia e coraggio portando rinforzi alla guarnigione assediata di Bou Sada, e al comando di una delle colonne di attacco a Zaatcha. In quest'ultima occasione fu promosso a generale di brigata.
Guidò poi nel 1850 la spedizione contro Narah e distrusse il caposaldo arabo.
Richiamato in Francia da Luigi Napoleone Bonaparte, ne divenne l'aiutante di campo; contribuì alla riuscita del colpo di Stato del 2 dicembre 1851 reprimendo duramente il tentativo controrivoluzionario dei repubblicani. Generale di divisione, partecipò alla guerra di Crimea; fu alla guida della 2ª Divisione alla battaglia dell'Alma, dove fu due volte ferito.

### Generale del secondo Impero
Assunse il comando delle forze francesi alla morte del maresciallo Saint-Arnaud. Riportò la vittoria alla battaglia di Inkerman, dove ricevette una leggera ferita ed ebbe un cavallo ucciso sotto di sé mentre guidava una carica di Zuavi. Le sue divergenze con lord Raglan, generale dell'esercito britannico, e il disappunto per il prolungarsi dell'assedio di Sebastopoli, l'obbligarono a cedere il comando. Non tornò però in patria, preferendo concludere il conflitto alla testa della sua vecchia divisione, sino alla caduta di Sebastopoli.
Dopo il ritorno in Francia fu inviato in missione diplomatica in Danimarca e Svezia, fu nominato maresciallo di Francia e senatore.

### In Italia
Comandò il III Corpo d'armata in Lombardia nel 1859 (Seconda guerra di indipendenza), con cui si distinse alla battaglia di Magenta (4 giugno) e diede un importante contributo alla Battaglia di Medole, nell'ambito della grande battaglia di Solferino e San Martino (24 giugno).
In quell'occasione, il comportamento tattico di Canrobert fu oggetto di velate critiche per quella che venne considerata un'indecisione del generale, ovvero l'aver tenuto fermo il III Corpo d'armata francese a presidio di Castel Goffredo, mentre la battaglia divampava a Medole e Solferino. In realtà, Canrobert stava attendendo l'arrivo della temibile Divisione Jellacic che gli esploratori francesi riferivano essere uscita dalla fortezza di Mantova e che era lecito pensare avrebbe cercato di attaccare alle spalle lo schieramento francese. Canrobert rimase tutta la mattinata in attesa, ma non aveva davvero colpe. Egli non poteva immaginare che il mancato giungere del nemico dipendesse dal semplice fatto che la divisione Jellinec era attestata a Marcaria, troppo lontana per udire il rombo dei cannoni e che il comando austriaco si era semplicemente dimenticato di avvertirla dell'iniziata battaglia. Le truppe di Carnobert permisero di strappare agli austriaci il paese di Cavriana; al fine di evitare l'accerchiamento, Francesco Giuseppe diede l'ordine di ritirata e rifugiò le sue truppe oltre le fortezze del Quadrilatero.

### In Francia
Successivamente comandò il campo fortificato di Châlons-en-Champagne, il IV Corpo d'armata di stanza a Lione e l'Armata di Parigi.
Nella guerra franco-prussiana comandò il VI Corpo d'armata, che vinse a Gravelotte, dove Canrobert comandò personalmente la posizione di St.Privat. Il VI Corpo d'armata fu tra quelli intrappolati a Metz che si dovettero arrendere con la fortezza, e Canrobert fu preso prigioniero con Bazaine.

### La fine della carriera militare e la carriera politica
Dopo la guerra Canrobert fu tra i membri del Consiglio superiore della guerra, e attivo nella vita politica: sotto la Terza Repubblica, fu uno dei capi del partito bonapartista, eletto senatore per il Lot nel 1876 e per la Charente nel 1879 e di nuovo nel 1885.
Morì a Parigi, dove fu onorato con funerali pubblici e sepolto nel cimitero militare dell'Hôtel des Invalides. Le sue memorie (Souvenirs) furono pubblicate nel 1898.
Fu proprietario del castello Églantine a Jouy-en-Josas, nel quale è aperto il Museo della tela di Jouy.

## Onori e posterità
Una statua che lo rappresenta è stata eretta nella sua città natale di Saint-Céré, sulla Place de la République.
Il nome di Canrobert è stato dato: 
- dal 1872 al 1956, al villaggio di Ange-Gardien, nella contea di Rouville, nel Québec; un rango del comune ricorda sempre la battaglia di Magenta, dove divenne illustre;
- ad una caserma di Pontoise, poi al parcheggio della stazione di Pontoise e alla strada che serve;
- alla piazza del villaggio di Saint-Privat-la-Montagne, vicino al cimitero in cui si svolse la battaglia;
- ad una città nel dipartimento di Costantino (Algeria) creato nel 1904, oggi Oum el-Bouaghi;
- alla caserma del 42º Reggimento Trasmissioni di Rastatt in Germania;
- ad una strada del comune di Nœux-les-Mines (Pas-de-Calais);
- ad una strada dal comune di Mourmelon-le-Grand (Marne);
- al punto di supporto di Canrobert / Horimont-Stellung (1912-1916), a nord del Gruppo fortificato della Lorena, vicino a Metz;
- ad una strada nel comune di Magenta.

## Araldica
| Stemma | Descrizione                             | Blasonatura                                                                  |
| ------ | --------------------------------------- | ---------------------------------------------------------------------------- |
|        | François Certain de Canrobert Cavaliere | D'azzurro, alla mano destra aperta e palmata d'argento. Corona da cavaliere. |

## Galleria d'immagini

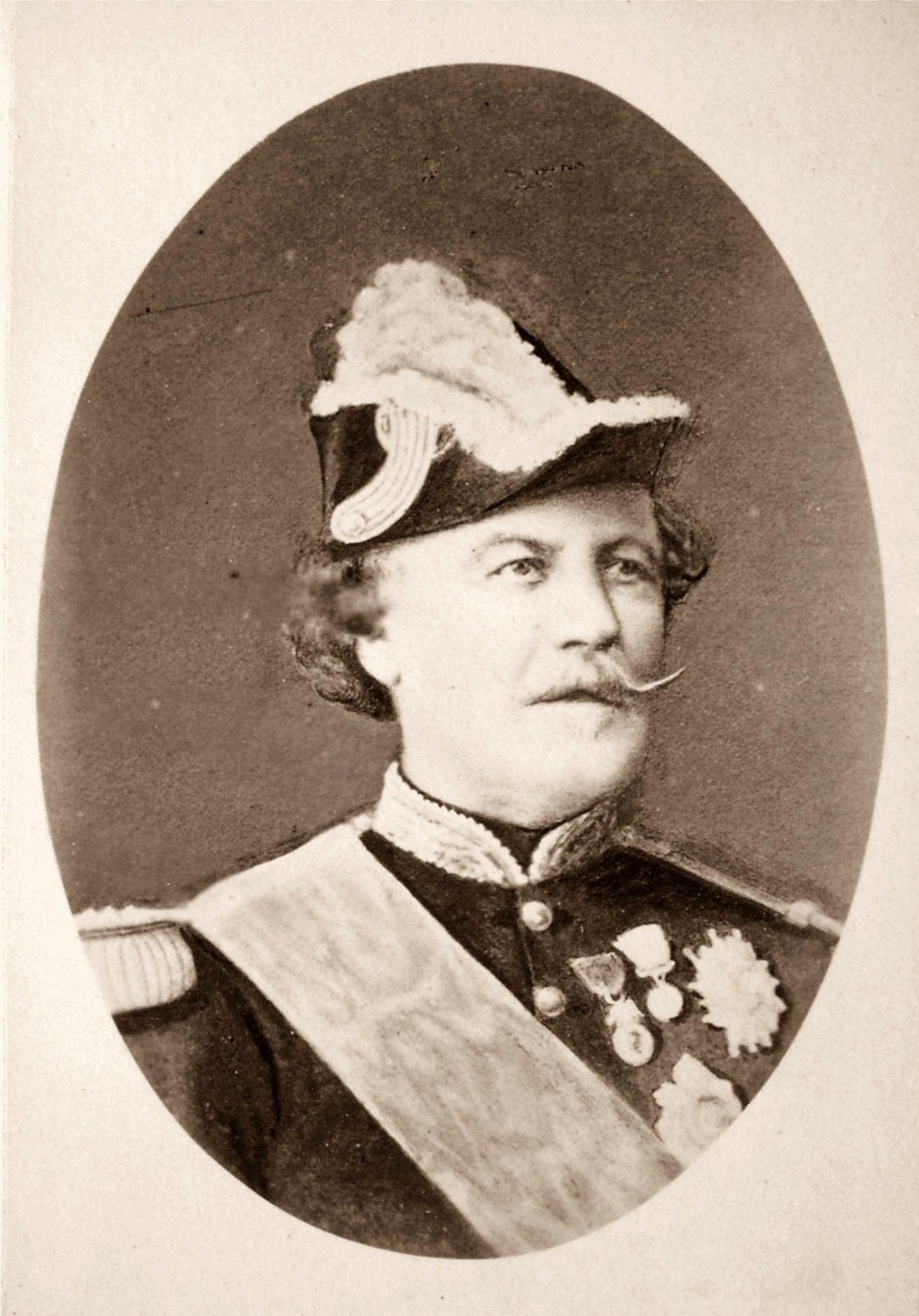
Canrobert Maresciallo di Francia
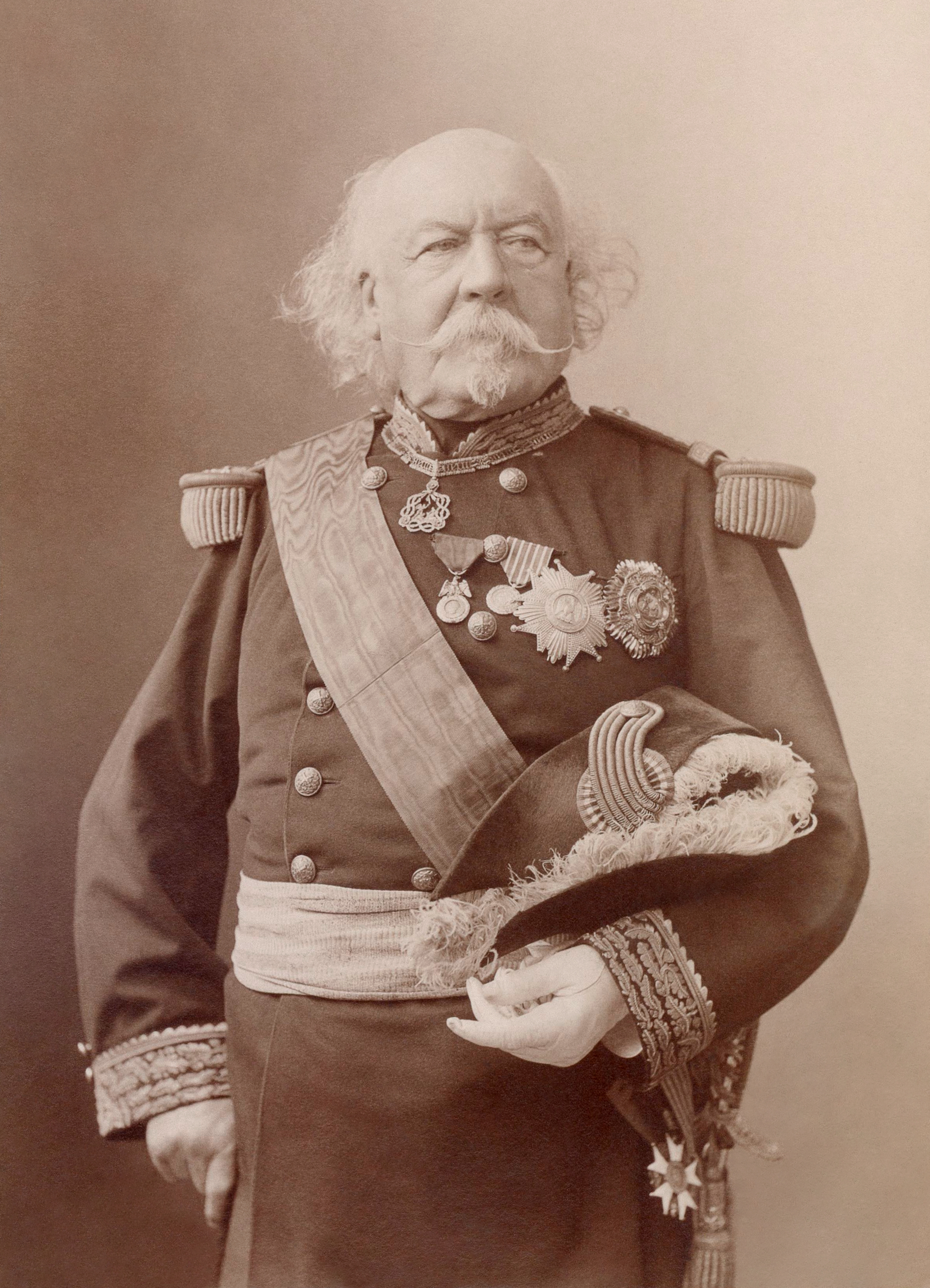
Il Maresciallo Canrobert
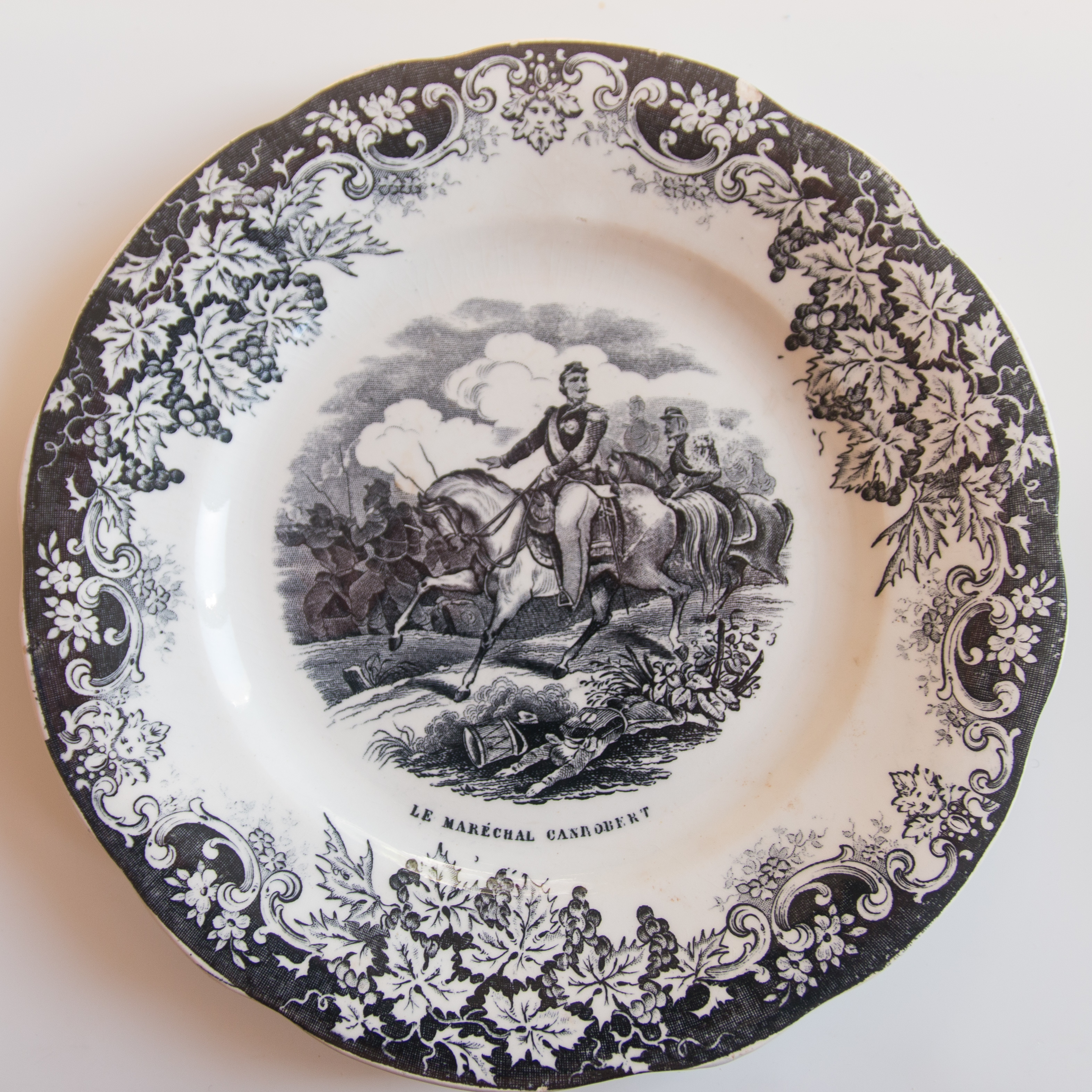
Piatto commemorativo
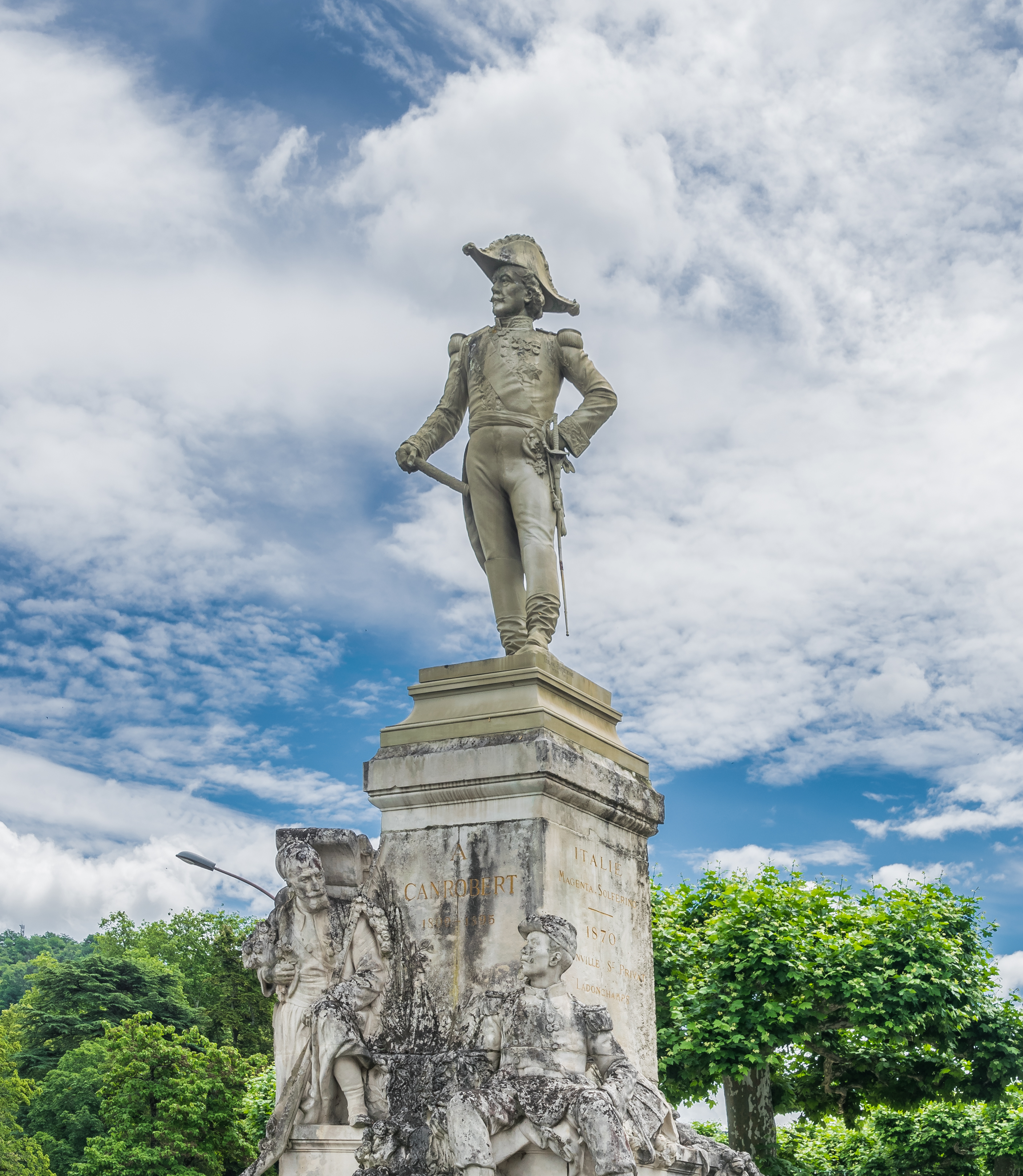
Statua a Saint-Céré
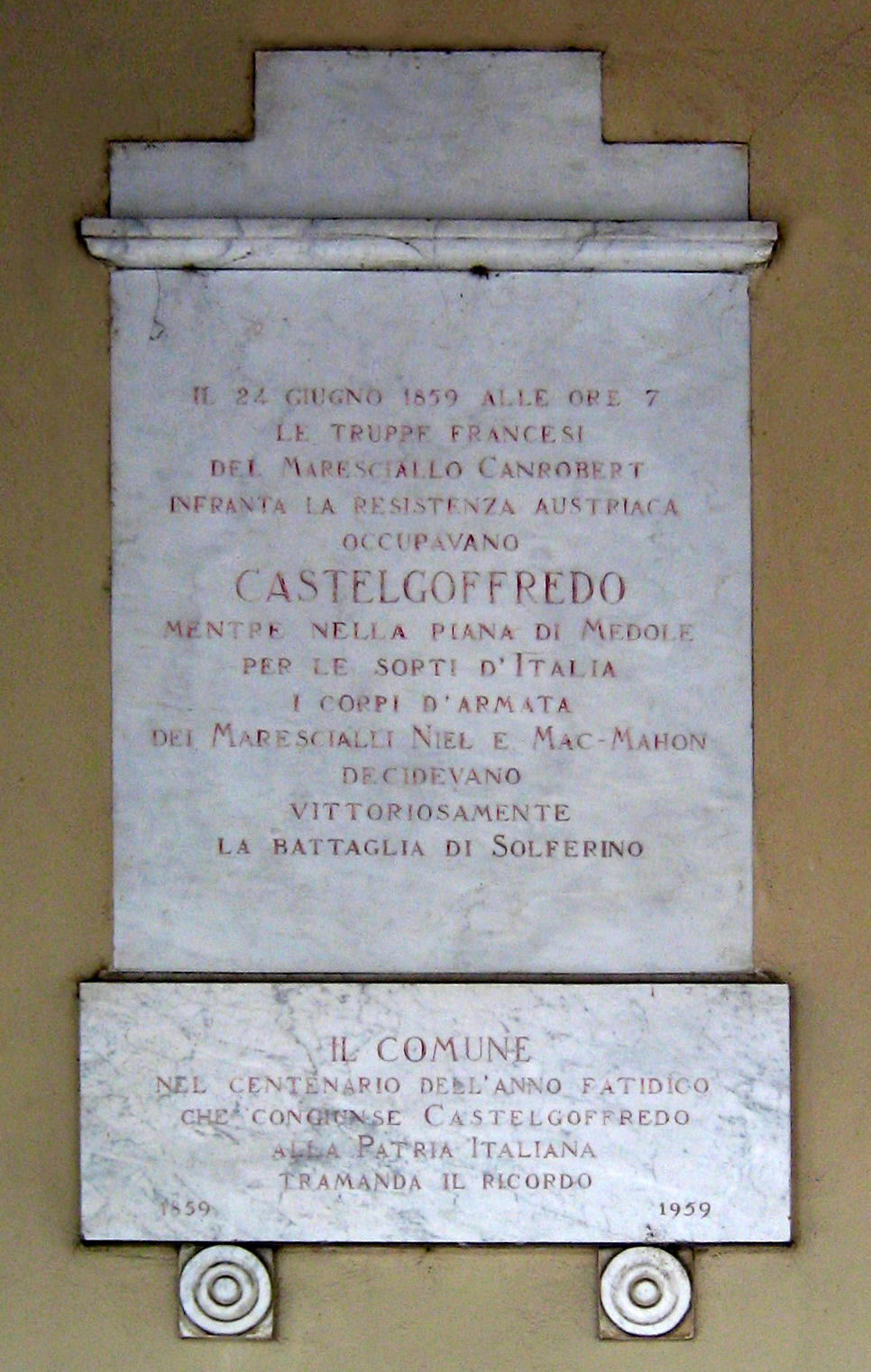
Palazzo Municipale (Castel Goffredo), lapide commemorativa
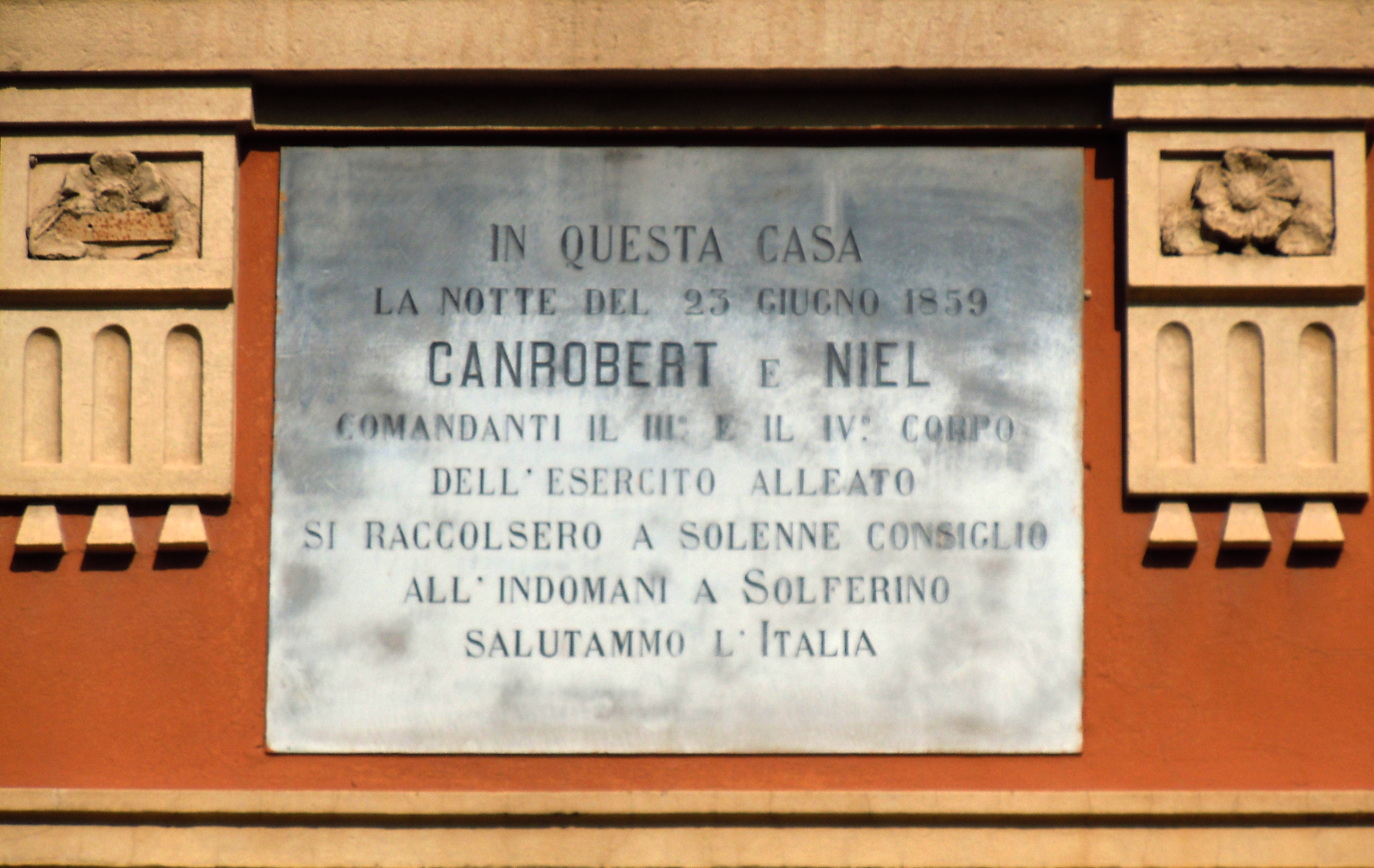
Carpenedolo, lapide ai generali Canrobert e Niel
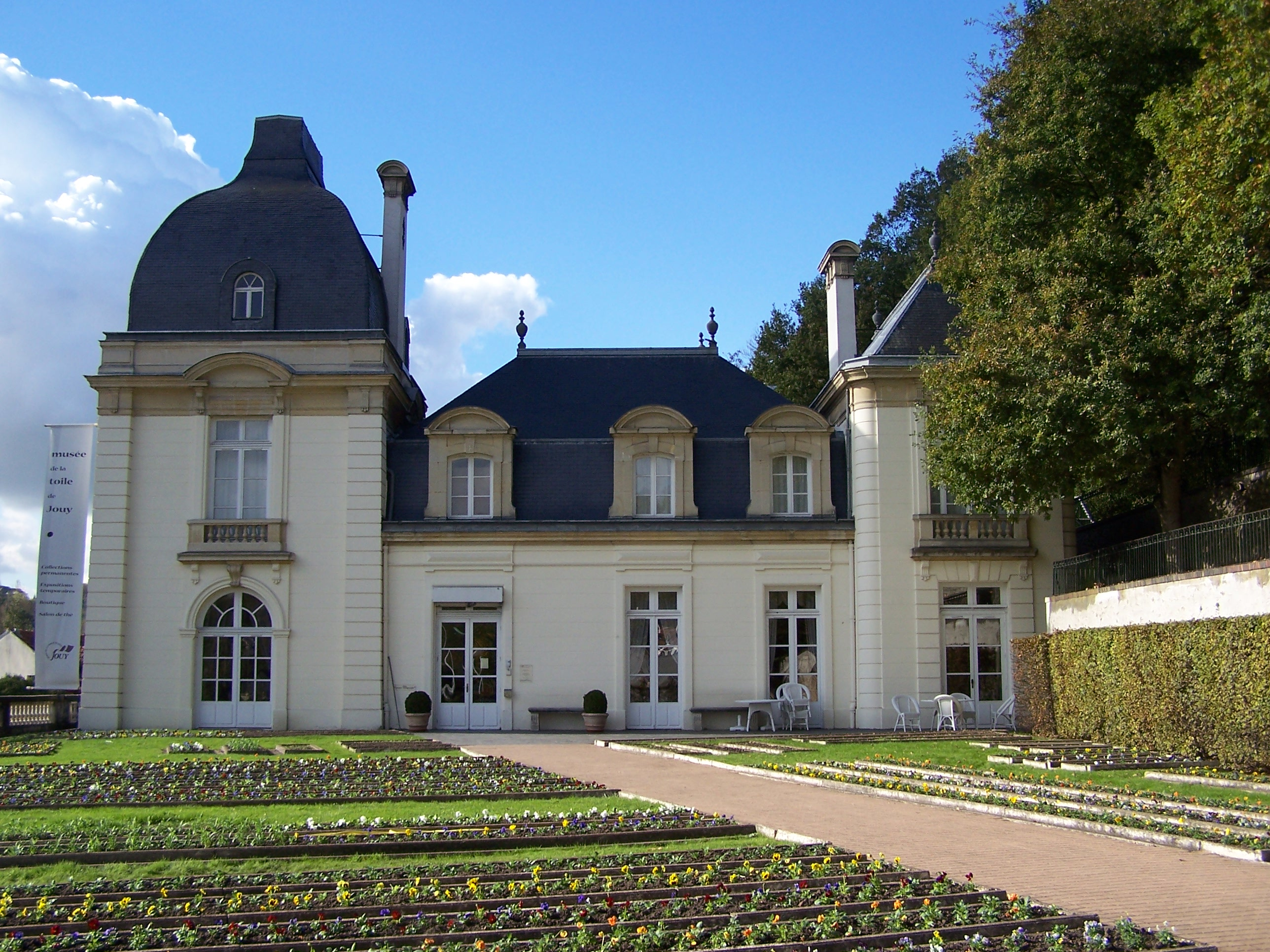
Jouy-en-Josas, Château Églantine
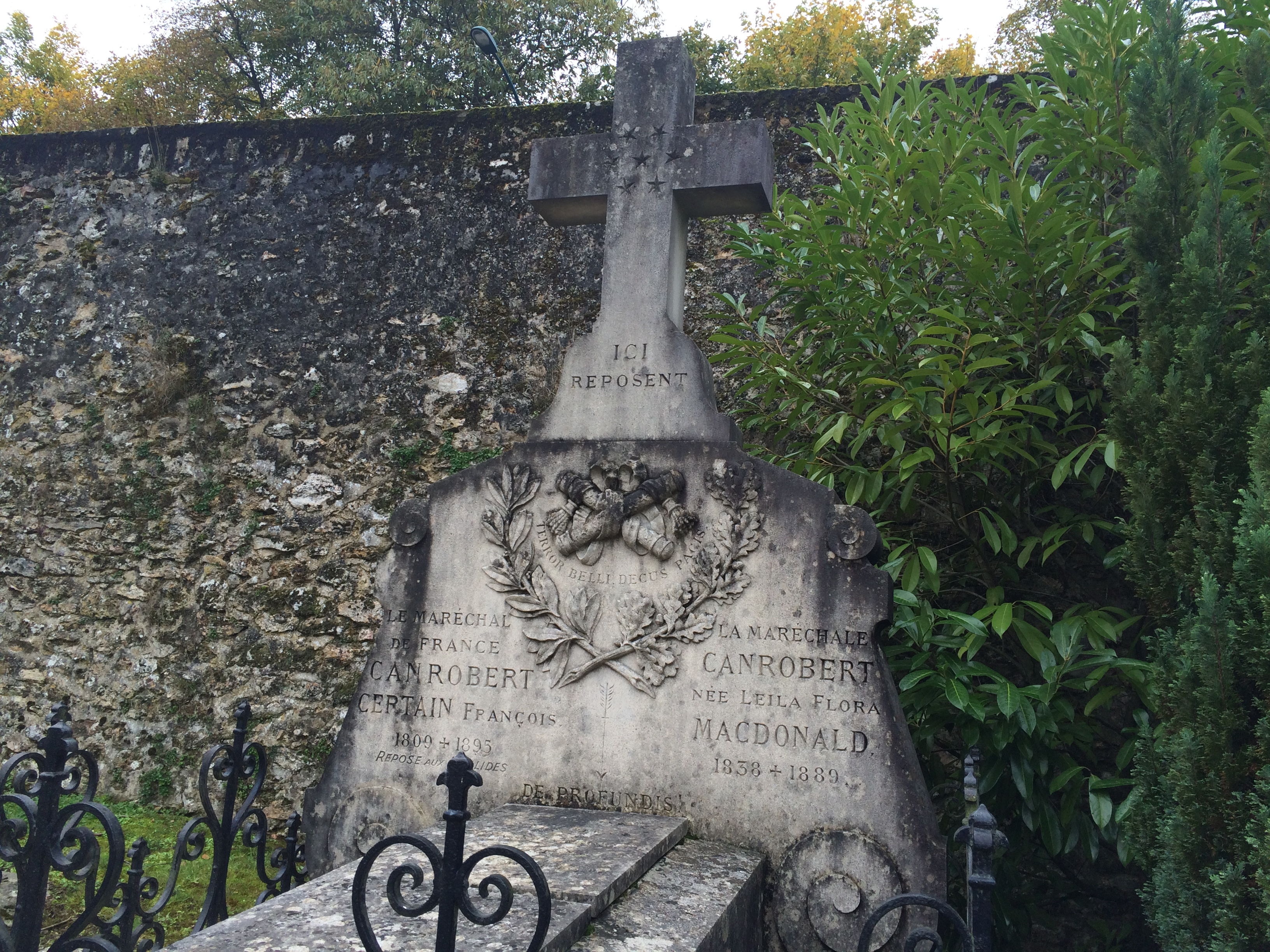
Jouy-en-Josas, cenotafio di Canrobert